# Malik Muhammad
Malik Muhammad Ghazi fou el tercer sobirà danixmendita, el primer que va portar oficialment el títol de malik (rei). A la mort del seu pare Amir Ghazi Gümüshtegin (1134), el va succeir.
Muhammad és considerat el constructor de Kayseri com a ciutat turca. El 1135 l'emperador romà d'Orient Joan II Comnè va reobrir les hostilitats i va ocupar Kastamonu i Gangra, que la seva gent no va poder mantenir després que l'emperador va sortir de la zona. El regnat de Muhammad és una lluita continua contra Joan Comnè tant a la zona de la mar Negra com a Cilícia; també va fer diverses incursions contra el comtat de Marash.
Muhammad va morir el 1142 a Kayseri. El seu germà Yaghibasan governador de Sivas es va proclamar malik, en perjudici del seu nebot Dhu l-Nun que només es va poder fer reconèixer a Kayseri. Yaghibasan es va casar amb la vídua de Muhammad i va usurpar el poder reial. Ayn al-Din Gümüshtegin, germà de Yaghibasan, va dominar Elbistan i després Malatya.